# Pogostemoneae
Pogostemoneae, tribus biljaka iz porodice usnača, dio je potporodice Lamioideae. Sastoji se od 11 rodova pod kojih je najvažniji rod pačuli (Pogostemon), s devedesetak vrsta jednogodišnjeg bilja, trajnica i mirisavih grmova iz Azije i Afrike.
Tribus je opisan 1895.

## Rodovi
1. Holocheila (Kudô) S. Chow (1 sp.)
2. Colebrookea Sm. (1 sp.)
3. Craniotome Rchb. (1 sp.)
4. Microtoena Prain (19 spp.)
5. Anisomeles R.Br. (27 spp.)
6. Pogostemon Desf. (84 spp.)
7. Eurysolen Prain (1 sp.)
8. Rostrinucula Kudô (2 spp.)
9. Comanthosphace S.Moore (5 spp.)
10. Leucosceptrum Sm. (1 sp.)
11. Achyrospermum Blume (21 spp.)